# Src
Pour les articles homonymes, voir SRC.

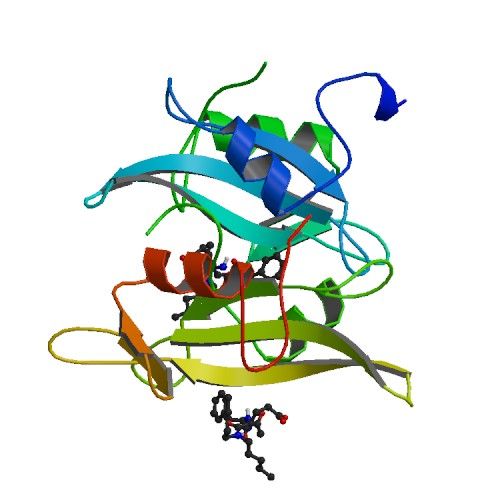
Protéine SRC codée par un gène src

Src (prononcé «sarc», du mot sarcome) désigne une famille de gènes, que l'on trouve chez les animaux et des virus. Ce sont des proto-oncogènes codant des tyrosine kinases SRC, initialement découverts par J. Michael Bishop et Harold E. Varmus; ils ont remporté pour cette découverte, le prix Nobel de physiologie ou médecine en 1989. 

## Description
Ces gènes codent une famille de non-récepteurs tyrosine-kinases, appelée kinases de la famille Src. Les protéines SRC sont des tyrosine kinases ancrées dans le feuillet interne de la membrane plasmique par une ancre myristoyle.
La découverte des protéines de la famille Src a contribué à la compréhension moderne du cancer.
Le premier gène src a été trouvé chez les Virus du sarcome de Rous. Des gènes homologues ont été retrouvés chez les animaux y compris les humains.